# Platja d'El Viso
La Platja de El Viso, se situa en el lloc de Duesos, en la Parròquia de Caravia Baja, en el concejo de Caravia, Astúries. Forma part de la Costa oriental d'Astúries, encara que no presenta cap mena de protecció mediambiental.

## Descripció
Alguns autors la consideren part de la Platja de La Espasa, i l'anomenen també platja de Moracey, encara que uns altres la consideren part del sorral de La Espasa però diferent de la de Moracey. S'uneix en baixamar a la de La Espasa. Presenta forma de petxina i està abrigada per la presència de penya-segats de penya Forada.